# GG 203 Ginneton
GG 203 Ginneton, eller Ginneton, är ett svenskt fiskefartyg av pelagisk trålartyp från 2023. Fartyget är byggt vid Karstensens Skibsværft i Skagen, Danmark och ägs av fiskerifamiljen Cleasson i Fiskebäcks bolag Fiskeri AB Ginneton. Ginneton är det största trålfiskefartyget i den svenska fiskeflottan.

## Historia
Ginneton beställdes 2021 från varvet Karstensens Skibsværft av fiskerifamiljen Cleasson i Fiskebäcks bolag Fiskeri AB Ginneton. Familjen Cleasson består av bröderna Thor, Kurt och Sture Claesson som äger en tredjedel av bolaget var. Fartyget var planerat att levereras i augusti 2023, men leveransen försenades något och fartyget kunde levereras och döpas först i december samma år.
Ginneton ersatte bolagets tidigare fartyg med samma namn. Fartyget används för trålfiske i Östersjön, och är det största trålfiskefartyget i den svenska fiskeflottan.
Ginneton har hemmahamn i Fiskebäck, Göteborg.

## Tekniska specifikationer
Ginneton är 63,80 meter långt över allt, med en längd om 56,00 meter mellan perpendiklarna. Fartygets bredd är 13,50 meter.Bruttodräktigheten är 1 650 GT.
Fartyget är utrustat med huvudmotorn Wärtsilä 8L32 om 4 640 KW, samt tre hjälpmotorer från Mitsubishi: två om 600 KW och en om 150 KW. Den senare används främst för generatordrift. För framdriften svarar två propellrar av märket Brunvoll. Bränsletanken rymmer 350 m3. Fartyget har en hastighet om 16 knop.
Fartyget har två utrymmen för att förvara fångsten, som sammanlagt uppgår till 1 500 m3. Ombord finns plats för tio personer.